# Helene Adler
Helene Adler (Frankfurt am Main, 1849. december 5. – Frankfurt am Main, 1923. december 2.) német írónő, tanárnő.

## Élete
A Frankfurter Judengassében, a Haus zum Rost 118 szám alatt született. E terület volt a frankfurti gettó 1462 és 1796 közt, Helene szülőházában született 1786-ban Ludwig Börne költő. Adler apja, aki az izraelita hitközség vezető tisztviselője volt, megvásárolta a házat. Helene 1865-ig Frankfurtban tanult, majd 1867-ben Wiesbadenben tanári vizsgát tett. Ezután visszatért szülővárosába, ahol az Izraelita Nők Szövetsége árvaházában kezdett tanítani. 1882-ben egészségi állapota megromlása miatt abba kellett hagynia a tanárkodást, ettől kezdve mint író tevékenykedett. Nem csupán pedagógiai cikkeket, tanulmányokat írt, hanem versesköteteket is publikált. Szabadgondolkodó volt, az első világháború évei alatt pacifista tevékenységet fejtett ki. A Schweidelstrasse 30. szám alatt lakott, ma Frankfurt Kalbach-Riedberg kerületében a Helene-Adler-Weg viseli a nevét.

## Munkái
- Beim Kuckuck. Launige zoopoetische Waldgesänge (1882)
- Religion und Moral. Ein Beitrag zur Erziehungsfrage vom Standpunkte der Schopenhauerschen Ethik (1882)
- Waisenerziehung (1885)
- Vorreden und Bruchstücke. Poetische Musterkarte (1897)
- Fridde uff Erde! Ääne Gardinepreddigt (1897)
- Anakreon. Ein poetischer Zyklus (1912)
- Poetische Schatten, den Manen Arthur Schopenhauers geweiht (1913)
- Studentenlieder und akademische Gesänge (1914)

## Fordítás
- Ez a szócikk részben vagy egészben  a   Helene Adler című német Wikipédia-szócikk ezen változatának fordításán alapul.  Az eredeti cikk szerkesztőit annak laptörténete sorolja fel. Ez a jelzés csupán a megfogalmazás eredetét és a szerzői jogokat jelzi, nem szolgál a cikkben szereplő információk forrásmegjelöléseként.